# Luizinho Sobral
Luiz Pimentel Sobral (Irecê, 8 de junho de 1978) mais conhecido como Luizinho Sobral é um bacharel em direito, comerciante e político brasileiro filiado ao Progressistas. Foi vereador de Salvador, Deputado Estadual pela Bahia e prefeito de sua cidade natal, Irecê, entre 2013 e 2016.
É filho do também ex-prefeito de Irecê e Deputado Estadual, Luiz Bezerra Sobral.
Em abril de 2024 anunciou sua pré-candidatura a prefeito de Irecê, entretanto, em agosto do mesmo ano retirou-a com o objetivo de postular novamente o cargo de Deputado Estadual pela Bahia em 2026, passando a apoiar a candidatura de Figueiredo, do Partido Democrático Trabalhista.

## Desempenho Eleitoral
| Ano  | Eleição               | Cargo             | Partido | Partido | Coligação                                                                        | Vice   | Votos para Luizinho | Votos para Luizinho | Votos para Luizinho  | Resultado   | Ref    |
| Ano  | Eleição               | Cargo             | Partido | Partido | Coligação                                                                        | Vice   | Total               | %                   | P.                   | Resultado   | Ref    |
| ---- | --------------------- | ----------------- | --- | ------- | -------------------------------------------------------------------------------- | ------ | ------------------- | ------------------- | -------------------- | ----------- | ------ |
| 2008 | Municipal de Salvador | Vereador          | | PTN     | Partido Isolado                                                                  | —      | 5.683               | 0,44%               | 39°                  | Eleito      | [ 6 ]  |
| 2010 | Estadual da Bahia     | Deputado Estadual | A Bahia Quer Paz, A Bahia Quer Mais (PTB, PTN, PTC)                                                                                       | PTN     | —                                                                                | 28.713 | 0,49%               |                     | Eleito (1° Suplente) | [ 7 ] [ 8 ] |        |
| 2012 | Municipal de Irecê    | Prefeito          | Aliança, Liderança e Trabalho (PTN, PRB, PP, PDT, PMDB, PSC, PR, PPS, DEM, PSDC, PRTB, PHS, PMN, PTC, PRP, PSDB, PTdoB)                   | PTN     | Hisidora Sousa (PMDB)                                                            | 16.738 | 51,17%              | 1°                  | Eleito               | [ 9 ]       |        |
| 2016 | Municipal de Irecê    | Prefeito          | Irecê Não Pode Parar (PTN, Solidariedade, PRB, PP, PDT, PSL, PSC, PR, DEM, PSDC, PRTB, PMB, PTC, PRP, PSDB, PATRI, PPL, PSD, PTdoB, PROS) | PTN     | Hebert (Solidariedade)                                                           | 16.515 | 48,72%              | 2°                  | Não Eleito           | [ 10 ]      |        |
| 2018 | Estadual da Bahia     | Deputado Estadual | | PODE    | Força do Trabalho Pela Bahia (PODE, PT, PMB, PSD, PR, PDT, PRP, PP, PSB, Avante) | —      | 46.162              | 0,66%               | 65°                  | Não Eleito  | [ 11 ] |
| 2020 | Municipal de Irecê    | Prefeito          | Nós Podemos Mais (PODE, REP, MDB, PSL, Cidadania, DC, PATRI, PSD, Solidariedade, PTC, PROS)                                               | PODE    | Ló Saraiva (PSD)                                                                 | 14.903 | 41,01%              | 2°                  | Não Eleito           | [ 12 ]      |        |
| 2022 | Estadual da Bahia     | Deputado Federal  | | PSC     | Partido Isolado                                                                  | —      | 39.166              | 0,49%               | 399°                 | Não Eleito  | [ 13 ] |